# Cathédrale Notre-Dame-de-l'Assomption de Côme
Pour les articles homonymes, voir Cathédrale Santa Maria Assunta.
La cathédrale Notre-Dame-de-l'Assomption (en italien : Cattedrale di Santa Maria Assunta ou Duomo di Como) est le siège de l'évêché de la ville de Côme en Lombardie. Située près du lac, elle est l'un des monuments les plus remarquables de la région.

## Histoire
Elle est la dernière cathédrale gothique construite en Italie, en 1396, dix ans après la fondation de la cathédrale de Milan. Les travaux de construction ont été achevés en 1770, avec l'élévation de la coupole.

## Structure et dimensions
Les dimensions de la cathédrale sont de 87 mètres de long, 36 à 56 mètres de large et 75 mètres de haut avec le dôme. Elle présente un plan en croix latine avec trois nefs surmontées d'un dôme imposant. À l'intérieur sont conservées  des tapisseries des  XVIe et XVIIe siècles, réalisée à Ferrare, Florence, Anvers et des peintures du XVIe siècle de Bernardino Luini et Gaudenzio Ferrari.

## Galerie

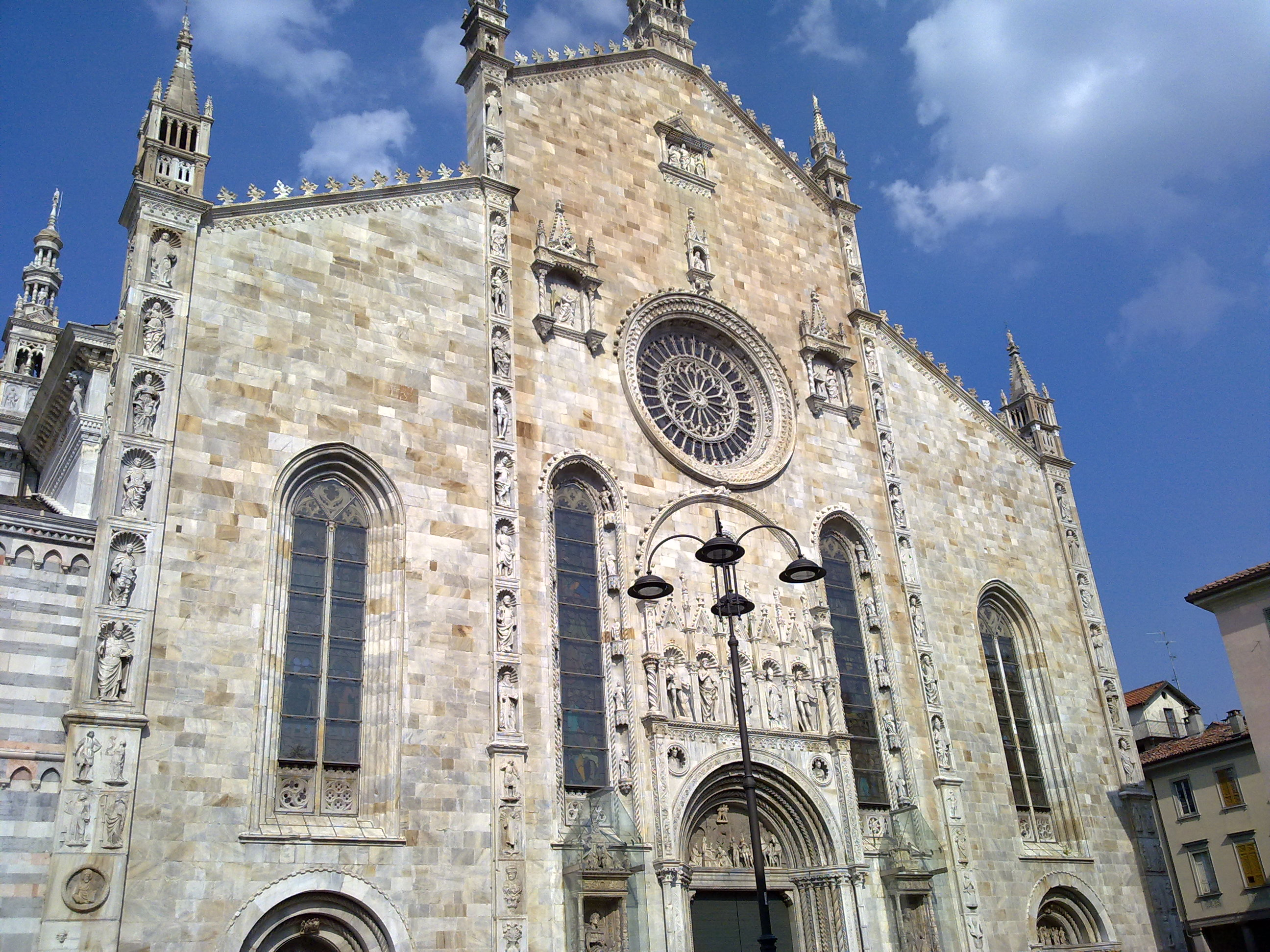
La façade.
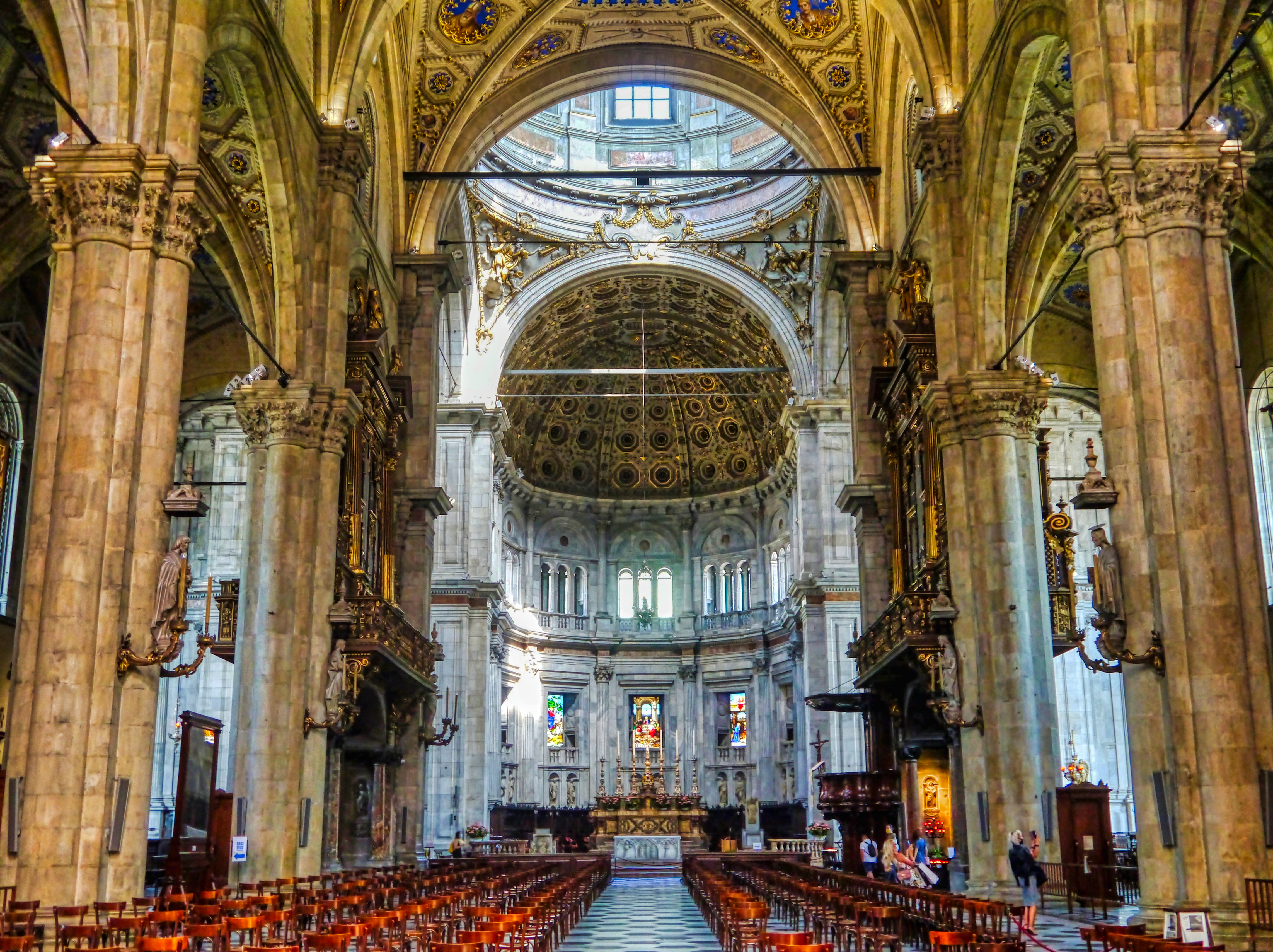
La nef centrale.
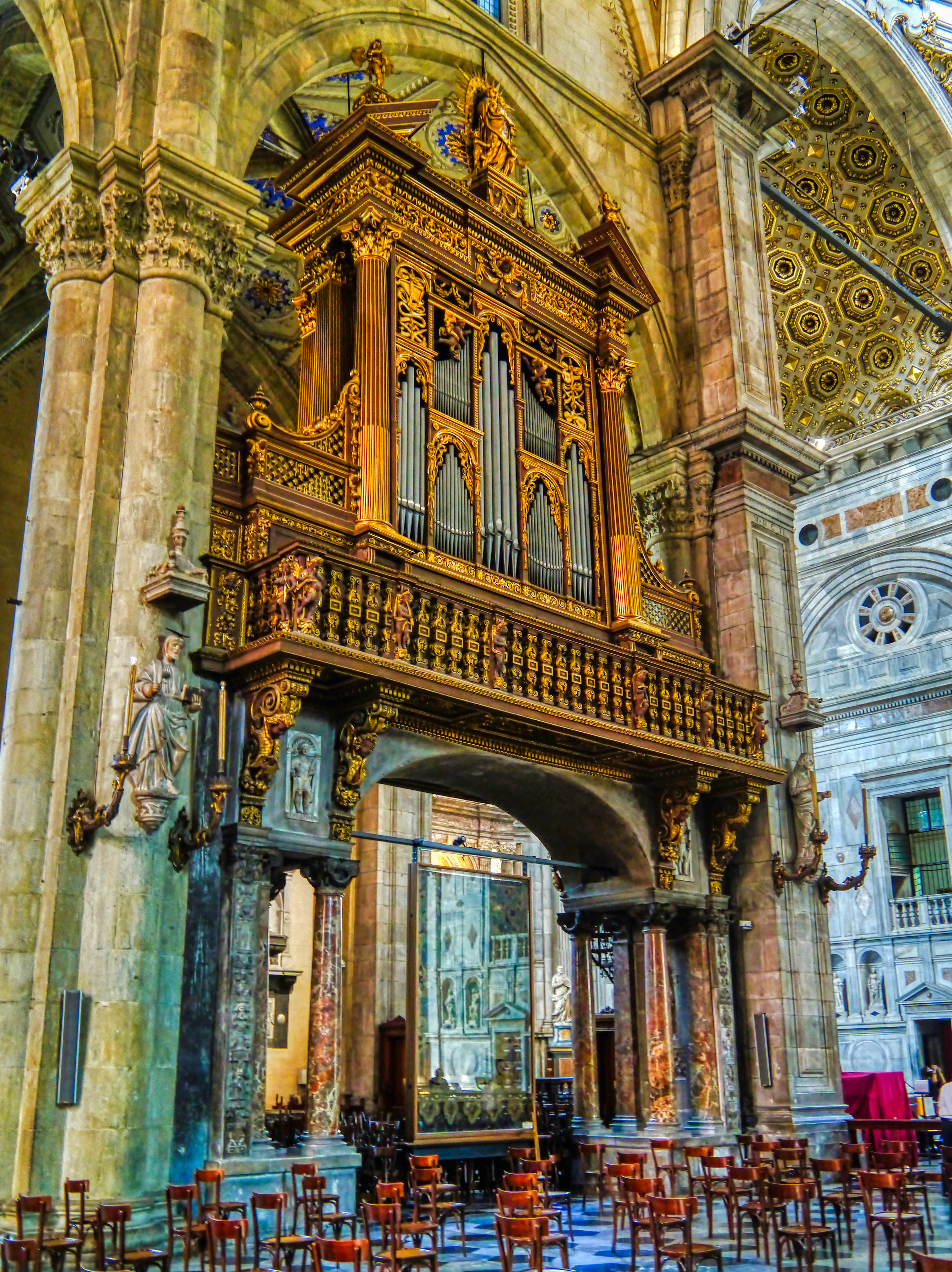
L'orgue.

### Source
- (it) Cet article est partiellement ou en totalité issu de l’article de Wikipédia en italien intitulé « Duomo di Como » (voir la liste des auteurs).